# Estação Vilar do Pinheiro

A Estação Vilar do Pinheiro é parte do Metro do Porto, localizada na zona do Grande Porto.